# Tiberiu Vladislav
Tiberiu Vladislav (n. 20 martie 1952, Baru, Hunedoara)  este un fost senator român în legislatura 1992-1996, ales în județul Hunedoara pe listele partidului PNTCD. În legislatura 1996-2000, Tiberiu Vladislav a fost ales ca senator pe listele PNL. În legislatura 1992-1996, Tiberiu Vladislav a fost membru în comisia pentru învățământ, știință și sport precum și în comisia pentru politica externă. În cadrul activității sale parlamentare în legislatura 1996-2000, Tiberiu Vladislav a fost membru în grupurile parlamentare de prietenie cu Republica Libaneză și Statul Israel. Tiberiu Vladislav a inițiat 9 propuneri legislative dintre care 1 a fost promulgată lege. 

## Legaturi externe
- Tiberiu Vladislav Arhivat în 22 august 2016, la Wayback Machine. la cdep.ro